# Самедова, Гунча Сабир кызы
Гунча Сабир кызы Самедова (азерб. Qönçə Sabir qızı Səmədova; в замужестве — Мехтиева (азерб. Mehdiyeva); род. 1961, Сальянский район, Азербайджанская ССР) — советский азербайджанский хлопкороб. Депутат Верховного Совета СССР 11-го созыва (1984—1989), народный депутат СССР (1989—1991).

## Биография
Родилась в 1961 году в селе Сарван Сальянского района Азербайджанской ССР.
Окончила заочное отделение Азербайджанского сельскохозяйственного института имени С. Агамали оглы.
В 1978 году, по окончании школы, начала трудовую деятельность хлопкоробом колхоза имени Кудрата Самедова Сальянского района республики, позже — бригадир этого же колхоза. 
На работе проявила себя как передовой хлопковод, достигала высоких результатов при выполнении планов: в 1983 году победила в социалистическом соревновании в колхозе, собрав около 8,5 тонн хлопка за год. План одиннадцатой пятилетки коллектив под руководством Самедовой выполнил досрочно, за четыре года, за годы пятилетки бригада получила сверх плана 600 тонн первосортного хлопка. В годы перестройки поддержала движение за аренду колхозниками колхозной земли, став первой в районе бригадиром колхоза, арендовавшим землю.
Активно участвовала в общественно-политической жизни района, республики и Советского Союза. Состояла в ВЛКСМ, приняла участие в работе XX съезда ВЛКСМ (1987), XII Всесоюзного фестиваля молодежи. Избиралась депутатом Верховного Совета СССР 11-го созыва от Сальянского избирательного округа № 217 Азербайджанской ССР, в 1989 году избрана народным депутатом СССР от этого же округа.
Проживает в родном селе Сарван Сальянского района.